# Driographie
Die Driographie (wasserlose Lithographie) ist eines der ersten entwickelten Offsetdruckverfahren und inzwischen überholt. Sie zeichnet sich dadurch aus, dass es beim Druckprozess keine Feuchtung gibt. 

## Beschreibung
Die von 3M entwickelte Druckplatte besteht aus Aluminium. Sie wird mit einer farbabstoßenden Silikonkautschukschicht präpariert, damit die druckfreien Stellen ohne Feuchtung farbfrei gehalten werden können. Die Kopie erfolgt unter einem Negativ, wobei sich die mit Diazosalzen sensibilisierte Schicht an den belichteten Druckbildstellen zersetzt und so entwickelt. Die Silikonkautschukschicht bleibt an den bildfreien Stellen erhalten. Für dieses Druckverfahren wird eine spezielle Druckfarbe benötigt.
In den 1980er Jahren wurde die Idee der Driographie erneut aufgegriffen und zum wasserlosen Offsetdruck weiterentwickelt.